# 八戸かおり
八戸 かおり（はちのへ　かおり、1964年1月4日 - ）は、北海道函館市出身の日本の女子柔道家。61kg級の選手。身長162cm。得意技は大外刈と寝技。現姓は森山。

## 人物
小中学生の頃は水泳を習っていて、全国レベルで活躍する。さらに柔道も中学2年で始める。遺愛女子高校に入学すると柔道に専念して、早くも全日本女子体重別の上位に入る活躍を見せ、東海大学に入学後はついに体重別で優勝を果たし、大学3年の時には世界選手権で3位に入る。
また、無差別の全日本選手権の第1回大会では61kg級の選手ながら、体重を70Kg近くまで増量して出場、決勝では自分より50kgも重い松本宣子と対戦して判定勝ちを収めて優勝を飾った。ちなみに翌年のこの大会には、テレビ放映したNHKのリポーターとして登場した。
このように好結果を残しながらも、大学卒業後は競技生活から退いて郷里の北海道で高校の教員になる道を選んだ。その後は地方公務員として神奈川県教育委員会に勤務することになり、現在は新羽高校の教員を務めた後舞岡高校で柔道を教えている。、柔道部の顧問教師でもある。

## 主な戦績
- 1982年-1985年　- 全日本女子柔道体重別選手権大会　4連覇
- 1984年　- 世界柔道選手権ウィーン大会　3位
- 1985年　- アジア柔道選手権大会　優勝
- 1985年　- 全日本学生柔道選手権大会　優勝
- 1986年　- 皇后盃全日本女子柔道選手権大会　優勝